# Walter Villa
Walter Villa (13. srpna 1943, Castelnuovo Rangone – 18. června 2002, Modena) byl italský motocyklový závodník. Čtyřikrát se stal mistrem světa v závodech silničních motocyklů, třikrát v kategorii do 250 kubických centimetrů (1974, 1975, 1976) a jednou v kategorii do 350 kubických centimetrů (1976). Všechny tituly získal v týmu Harley-Davidson (bývalý tým Aermacchi). Celkem vyhrál 24 závodů Velké ceny, na jejích okruzích jezdil v letech 1967–1980.
K závodění ho přivedl jeho starší bratr Francesco, který byl také závodníkem, ale později zejména motocyklovým konstruktérem a postavil pro bratra i některé závodní stroje.
V roce 1973 se Walter zapletl do hromadné havárie dvěstěpadesátek na okruhu v Monze, během níž zahynuli Jarno Saarinen a Renzo Pasolini. V první chvíli média informovala, že zemřel i Walter Villa, ale zpráva byla později dementována, utrpěl jen vážné zranění hlavy. Také informace, že havárii způsobila olejová skvrna právě z jeho motocyklu, z předcházejícího závodu třistapadesátek, byla nakonec vyvrácena.
Pro svou mírnou a smířlivou povahu byl přezdíván Reverend. Enzo Ferrari ho nazval „Niki Laudou na dvou kolech“, čímž chtěl zdůraznit, že je to jezdec, který při závodě přemýšlí, „jezdí hlavou“. Po skončení závodní kariéry se stal trenérem. Zemřel na infarkt v 59 letech. Každým rokem se v Modeně koná závod Memoriál Waltera Villy k uctění jeho památky.